# Bens Beach
Bens Beach – plaża (beach) w kanadyjskiej prowincji Nowa Szkocja, w hrabstwie Victoria, na północnym wybrzeżu jeziora Bras d’Or Lake (45°55′33″N, 60°54′02″W); nazwa urzędowo zatwierdzona 23 lutego 1976.